# Poncey-lès-Athée
Poncey-lès-Athée – miejscowość i gmina we Francji, w regionie Burgundia-Franche-Comté, w departamencie Côte-d’Or.
Według danych na rok 1990 gminę zamieszkiwało 380 osób, a gęstość zaludnienia wynosiła 58 osób/km² (wśród 2044 gmin Burgundii Poncey-lès-Athée plasuje się na 546. miejscu pod względem liczby ludności, natomiast pod względem powierzchni na miejscu 1142.).